# خون در مدفوع
خون در مدفوع بسته به اینکه چقدر زود وارد دستگاه گوارش می‌شود و بنابراین چقدر در معرض فعالیت گوارشی و هضمی قرار می‌گیرد، به شکل‌های مختلفی دیده می‌شود که همچنین به مقدار آن نیز بستگی دارد. این اصطلاح می‌تواند به ملنا، که ظاهری سیاه دارد و معمولاً ناشی از خونریزی دستگاه گوارش فوقانی است، یا به هماتوشزی، که رنگ قرمز داشته و معمولاً ناشی از خونریزی دستگاه گوارش تحتانی است، اشاره کند. ارزیابی خونی که در مدفوع پیدا می‌شود به ویژگی‌های آن، از جمله رنگ، مقدار و سایر ویژگی‌ها بستگی دارد که می‌تواند به منشأ آن اشاره کند. با این حال، شرایط جدی‌تر ممکن است با تصاویری مختلط یا با نوع خونریزی که در بخش دیگری از دستگاه گوارش یافت می‌شود، ارائه شوند. اصطلاح «خون در مدفوع» معمولاً فقط برای توصیف خون قابل مشاهده استفاده می‌شود و نه خون پنهان در مدفوع، که تنها پس از معاینه فیزیکی و آزمایش‌های شیمیایی آزمایشگاهی یافت می‌شود.
در نوزادان، آزمایش آپت، که به‌ویژه در مواردی که نوزاد خون در مدفوع یا استفراغ دارد، مفید است، می‌تواند برای تمایز هموگلوبین جنینی از خون مادر بر اساس تفاوت‌های ترکیبی هموگلوبین جنینی نسبت به هموگلوبین موجود در بزرگسالان استفاده شود. یک علت غیر مضر خونریزی نوزادی شامل بلع خون مادر در حین زایمان است. با این حال، علل جدی شامل التهاب روده نکروتیک (NEC) است، که یک وضعیت التهابی شدید است که نوزادان نارس را تحت تأثیر قرار می‌دهد، و پیچش روده میانه است، که یک پیچش تهدیدکننده زندگی است که نیاز به جراحی اورژانسی دارد.

## تشخیص‌های افتراقی
خون در مدفوع می‌تواند از منابع مختلفی ناشی شود. علل آن از شرایط غیر مضر تا شرایط بسیار جدی متغیر است. یک روش رایج برای تقسیم‌بندی علل خونریزی بر اساس منبع خونریزی است. دستگاه گوارش می‌تواند به دو بخش فوقانی و تحتانی تقسیم شود، با برخی از علل خونریزی که کل دستگاه (فوقانی و تحتانی) را تحت تأثیر قرار می‌دهند. خون در مدفوع معمولاً بسته به منبع آن ظاهر متفاوتی دارد. این تفاوت‌ها می‌توانند در تشخیص این شرایط کمک کنند. همچنین، سرعت خونریزی می‌تواند باعث شود خون در مدفوع از موارد معمولی متفاوت به نظر برسد.

### دستگاه گوارش فوقانی
دستگاه گوارش فوقانی به عنوان ارگان‌هایی که در هضم غذا بالای لیگامنت تریتز درگیر هستند، تعریف می‌شود و شامل مری، معده و دوازدهه است. خونریزی دستگاه گوارش فوقانی معمولاً با ملنا (مدفوع سیاه) مشخص می‌شود. خون قرمز روشن ممکن است در صورت خونریزی فعال و سریع مشاهده شود.

### پاتوفیزیولوژی
وجود خون در مدفوع یک فرد ناشی از شرایط مختلفی است که می‌توان آن‌ها را به دسته‌های اصلی بیماری تقسیم کرد. این دسته‌های وسیع شامل فرآیندهای سرطانی یا ساختار غیرطبیعی دیواره روده، بیماری‌های التهابی، کولیت ناشی از عفونت یا داروها و مشکلات عروقی می‌شود.

### سرطان
- سرطان کولورکتال[۱۵][۱۶][۱۷][۱۸]
- سرطان معده[۱۹]

### تغییرات دیواره روده

#### تحرک
دیواره روده برای حرکت مواد زائد در طول دستگاه گوارش اهمیت دارد. تلاش‌های مکرر برای دفع مدفوع می‌تواند منجر به پارگی در اطراف خروجی رکتوم (شکاف آنال) شود.
- یبوست[۲۰][۲۱][۲۲]

#### سازه‌ای
این لیست از تشخیص‌ها شامل بیماری‌هایی است که در آن‌ها دیواره روده به دلیل بیماری آسیب دیده است.
- بیماری زخم معده[۲۳][۲۴][۲۵]—به دو نوع زخم دوازدهه یا زخم معده تقسیم می‌شود، شایع‌ترین علل شامل:
  - داروهای ضد التهاب غیر استروئیدی—استفاده از این داروها منجر به تغییرات ساختاری در دیواره روده می‌شود، به‌ویژه زخم‌ها و احتمال وجود خون در مدفوع.
  - عفونت هلیکوباکتر پیلوری—این عفونت باکتریایی می‌تواند دیواره معده یا دوازدهه را فرسایش دهد و منجر به تغییرات ساختاری در دیواره معده و خونریزی در مدفوع شود.[۲۵][۲۶]
  - بیماری مزمن[۲۵]
- دیورتیکولیت[۲۷] و دیورتیکولوز[۲۸] ناشی از برآمدگی غشای مخاطی روده بزرگ یا دیواره روده است که منجر به تخریب دیواره ضعیف روده و افزایش حساسیت به عفونت به دلیل باکتری‌های موجود در دستگاه گوارش می‌شود؛ بنابراین، احتمال بروز مشکلات عروقی، تجمع باکتری‌ها در ناحیه پرفوراسیون (آبسه)، تشکیل غیرطبیعی ارتباط بین قسمت‌های دیگر دستگاه گوارش توخالی (فیستول)، یا انسداد روده وجود دارد.[۲۷]
- دیورتیکول مکل یک باقیمانده داکت امفالو مسنتریک است که کیسه زرده جنین را به روده‌ها متصل می‌کند و معمولاً در طول فرایند توسعه بسته و از بین می‌رود.[۲۹] اگر بخشی یا تمام این داکت باقی بماند، ممکن است دیورتیکولوم یا فیستول ایجاد شود که منجر به احتمال بروز منبع خونریزی خواهد شد.[۲۹]

#### روده التهابی
بیماری‌هایی که باعث التهاب در دستگاه گوارش می‌شوند می‌توانند منجر به وجود خون در مدفوع شوند. التهاب می‌تواند در هر نقطه‌ای از دستگاه گوارش در بیماری کرون یا در روده بزرگ در صورتی که فرد کولیت اولسراتیو داشته باشد، رخ دهد.
- بیماری کرون[۳۲]
- کولیت اولسراتیو[۳۳][۳۴][۳۵]

### کولیت
- انتریت—التهاب روده کوچک که علل متعددی از جمله بیماری خودایمنی (مانند بیماری کرون), برخی داروها (مانند ایبوپروفن), پرتو درمانی و بیماری سلیاک دارد.[۳۶]

#### کولیت عفونی
- مسمومیت غذایی - باکتری که با اسهال خونی مرتبط است، معمولاً اشریشیا کلی است.
- انتریت کمپیلوباکتر[۳۷]
- شیگلوز[۳۸]
- سالمونلوز (انتریت سالمونلا / انتروکولیت سالمونلا)[۳۹][۴۰]
- گاستروانتریت باکتریایی[۴۱]
  - کمپیلوباکتر ژژونی
  - کلستریدیوم دیفیسیل
  - انتریت اشریشیا کلی - شایع‌ترین علت اسهال مسافران[۴۲]
  - سالمونلا انتریکا
  - شیگلا دیسانتری[۳۸] همچنین به اسهال خونی مراجعه کنید
- استافیلوکوکوس اورئوس[۴۳]
- انتامبا هیستولیتیکا

#### کولیت ناشی از دارو
- انتریت ناشی از تشعشع[۴۴]

### اختلال عروقی
- آنژیودیسپلازی دستگاه گوارش
- ناهنجاری‌های شریانی
- شقاق مقعدی
- رابطه جنسی مقعدی[۴۵]
- واریس مری[۴۶]
- بواسیر[۴۷][۴۸]
  - بواسیر داخلی با یک لایه مخاط و اپی‌تلیوم پوشیده شده است که باعث می‌شود بیشتر احتمال خونریزی داشته باشد، اما معمولاً درد ایجاد نمی‌کند.
  - بواسیر خارجی کمتر احتمال دارد خونریزی کند، با نوع دیگری از اپی‌تلیوم (اسکواموس) پوشیده شده است اما می‌تواند به دلیل ترومبوز عروق خونی درون آن‌ها درد قابل توجهی ایجاد کند.
- پولیپکتومی در طول کولونوسکوپی می‌تواند منجر به مقدار کمی خونریزی شود که پس از این عمل در مدفوع مشاهده می‌شود.

### علل دیگر
- خون در رژیم غذایی، به عنوان مثال، رژیم غذایی سنتی ماسایی‌ها شامل مقدار زیادی خون گرفته شده از گاو است.

## تشخیص
آزمایش‌هایی که برای ارزیابی دفع خون در مدفوع در نظر گرفته می‌شوند، بر اساس ویژگی‌های خونریزی (رنگ، مقدار) و اینکه آیا فردی که خون دفع می‌کند فشار خون پایینی دارد و ضربان قلبش بالا است یا خیر، نسبت به علائم حیاتی طبیعی انجام می‌شوند. آزمایش‌های زیر برای تعیین علل منبع خونریزی با هم ترکیب می‌شوند.
- معاینه رکتوم با انگشت و آزمایش خون مخفی در مدفوع
- کولونوسکوپی
- آنوسکوپی
- ازوفاگوگاسترودئودنوسکوپی
- آندوسکوپی کپسولی
- سی تی اسکن

ملنا به عنوان مدفوع تیره و چسبناک تعریف می‌شود که معمولاً به رنگ سیاه است و به دلیل هضم جزئی گلبول‌های قرمز ایجاد می‌شود.
هماتوشزی به عنوان خون روشن قرمز که در توالت دیده می‌شود، چه در داخل مدفوع و چه در اطراف آن تعریف می‌شود.
هماتوشزی معمولاً فرض می‌شود که از بخش تحتانی دستگاه گوارش ناشی می‌شود و مراحل اولیه تشخیص شامل معاینه رکتوم با انگشت همراه با آزمایش خون مخفی مدفوع است که اگر مثبت باشد، به کولونوسکوپی منجر می‌شود. اگر فرد مقدار زیادی خون در مدفوع خود داشته باشد، ممکن است آزمایش ازوفاگوگاسترودئودنوسکوپی لازم باشد. اگر در این معاینات منبع خونریزی پیدا نشود، ممکن است یک آندوسکوپی کپسولی انجام شود تا روده کوچک به دقت بررسی گردد، که با سایر انواع مطالعات قابل مشاهده نیست. در مورد ملنا، معاینه رکتوم با انگشت همراه با آزمایش خون مخفی مدفوع نیز معمولاً انجام می‌شود، اما احتمال وجود منبعی از دستگاه گوارش فوقانی بیشتر است و ابتدا از آزمایش مری-معده-دوازده‌هفته‌ای استفاده می‌شود و در صورت عدم شناسایی منبع، آزمایش‌های دیگر لازم است. آنوسکوپی نوع دیگری از معاینه است که می‌تواند همراه با کولونوسکوپی استفاده شود و رکتوم و بخش پایینی کولون نزولی را بررسی می‌کند.
| رنگ            | اصطلاح پزشکی | فرکانس                             | مقدار                            | نمونه‌هایی از انواع خونریزی مورد بررسی                                            |
| -------------- | ------------ | ---------------------------------- | -------------------------------- | -------------------------------------------------------------------------------- |
| قرمز روشن      | هماتوشزی     | بروز گاه به گاه خونریزی            | کوچک                             | بواسیر، بیماری‌های التهابی، پولیپ‌ها                                               |
| قرمز روشن      | هماتوشزی     | افزایش مدفوع، وجود خون در هر مدفوع | بزرگ                             | خونریزی سریع، مانند زخم، واریس                                                   |
| قرمز تیره/مشکی | ملنا         | خون با هر مدفوع                    | اندازه‌گیری دشوار، مخلوط با مدفوع | خونریزی آهسته، سرطان، زخم معده، (مصرف پپتو بیسمول و آهن می‌تواند تقلیدکننده باشد) |

### سایر ویژگی‌ها
همچنین ممکن است در مدفوع مخاط یافت شود.
بافتی که به عنوان مدفوع قیری توصیف می‌شود، عموماً با مدفوع سیاه تیره که در خون نیمه هضم شده دیده می‌شود، مرتبط است. این معمولاً با ملنا مرتبط است.

### سن بیمار
سن فرد هنگام ارزیابی علت خونریزی، نکته مهمی است.
| سن           | گروه     | انواع خونریزی مورد بررسی             |
| ------------ | -------- | ------------------------------------ |
| <۲۰ سال      | اطفال    | بیماری ارثی/خودایمنی یا ساختاری      |
| ۲۰ تا ۶۰ سال | میانسال  | بیماری ارثی/خودایمنی، ناهنجاری عروقی |
| >۶۰ سال      | سالمندان | ناهنجاری عروقی، بیماری کبد، سرطان    |

## درمان
درمان مدفوع خونی به‌طور عمده به علت خونریزی بستگی دارد. خونریزی معمولاً با علائمی مانند خستگی، سرگیجه، سردرد یا حتی تنگی نفس همراه است و این علائم مرتبط نیز نیاز به درمان دارند. این علائم نتیجه از دست دادن خون هستند و به دلیل کمبود گلبول‌های قرمز در سیستم عروقی رخ می‌دهند که منجر به رسیدن کمتر اکسیژن به بافت‌ها و ارگان‌ها می‌شود. خون در مدفوع می‌تواند با عوارض جدی به عنوان نتیجه از دست دادن حجم خون (خونریزی) یا نشت آهسته خون که منجر به سطوح پایین هموگلوبین در خون در حال گردش (کم‌خونی) می‌شود، همراه باشد.

### کم خونی
کم‌خونی یک عارضه شایع ناشی از وجود خون در مدفوع است، به ویژه زمانی که مقدار زیادی خون وجود داشته باشد یا خونریزی به مدت طولانی ادامه یابد. کم‌خونی به دلیل اهمیت آهن در تشکیل گلبول‌های قرمز، همچنین معمولاً با کمبود آهن همراه است. زمانی که کم‌خونی به عنوان نتیجه‌ای از خون در مدفوع تشخیص داده می‌شود، ویتامین‌هایی که برای تشکیل گلبول‌های قرمز مهم هستند (فولات، ویتامین B12 و ویتامین C) به‌طور مکرر تجویز می‌شوند تا اطمینان حاصل شود که تمام مواد لازم برای تولید آن سلول‌ها در دسترس است.

### درمان خاص
اقدامات تشخیصی می‌توانند به عنوان مداخلاتی برای کمک به متوقف کردن خونریزی در برخی موارد استفاده شوند. خونریزی که به دلیل تومور (رشد سرطان) رخ می‌دهد، می‌تواند با استفاده از کولونوسکوپی و کلیپ‌گذاری، مداخله جراحی یا سایر اقدامات درمانی، بسته به نوع و مرحله سرطان، درمان شود. به‌طور مشابه، سرطان معده بسته به مرحله آن درمان می‌شود، هرچند معمولاً به درمان جراحی و پزشکی نیاز دارد.
درمان مشکلات حرکتی، به ویژه یبوست، معمولاً بهبود حرکت مواد زائد در دستگاه گوارش است. این کار با استفاده از ملین‌های نرم‌کننده مدفوع (که با جذب آب به مدفوع در حین وجود در روده بزرگ عمل می‌کنند)، افزودن فیبر به رژیم غذایی و استفاده از ملین‌های اسمزی (که به حرکت مایع در روده بزرگ کمک می‌کنند و حرکات کلی را بهبود می‌بخشند) انجام می‌شود. بهبود حرکات روده یک فرد می‌تواند فشار در حین دفع را کاهش دهد و خطر ابتلا به شقاق مقعدی را کاهش دهد. شقاق‌های مقعدی با درد و خون در کاغذ توالت همراه هستند و نیاز به زمان برای بهبود دارند. درمان شامل نیتروگلیسیرین موضعی یا مسدودکننده‌های کانال کلسیم و مداخلات جراحی برای موارد مزمن یا پیچیده است. مشابه شقاق‌های مقعدی، هموروئیدهای داخلی می‌توانند باعث خونریزی در بافت هنگام پاک کردن شوند و در ورودی مقعد احساس شوند. گزینه‌های درمانی برای هموروئیدها می‌تواند به وجود علت زمینه‌ای بستگی داشته باشد. هموروئیدهای مرتبط با واریکوسیتی مقعدی ناشی از سیروز، معمولاً درمان علامتی شامل حذف است.
کولیت می‌تواند به دو دسته عفونی و ناشی از دارو تقسیم شود و درمان این شرایط نیز بسته به نوع آن‌ها متفاوت است. در کولیت عفونی، درمان وابسته به پاتوژن است و معمولاً نیاز به استفاده از آنتی‌بیوتیک‌ها دارد. در کولیت ناشی از دارو، درمان معمولاً شامل حذف عامل مضر است، همان‌طور که در بیماری زخم معده ناشی از داروهای ضد التهاب غیراستروئیدی مشاهده می‌شود. با این حال، حذف پرتو درمانی از یک بیمار سرطانی همیشه در یک رژیم درمانی عملی نیست، بنابراین درمان پزشکی روش اصلی درمان است.
تخریب ساختاری که منجر به خونریزی در مدفوع می‌شود، ناشی از شرایط مختلفی است و بنابراین نیاز به درمان متفاوتی برای هر یک از این شرایط دارد. بیماری زخم معده به تنهایی می‌تواند به چندین علت تقسیم شود، اما معمولاً در ابتدا با مهارکننده‌های پمپ پروتون کنترل می‌شود و در صورت لزوم، مسدودکننده‌های H2 به آن اضافه می‌شود، یا در موارد جدی‌تر نیاز به مداخله جراحی دارد. دیورتیکولیت و دیورتیکولوز نیاز به درمان آنتی‌بیوتیکی دارند و ممکن است نیاز به مداخله جراحی داشته باشند.
بیماری التهابی روده نیز به شرایط جداگانه‌ای تقسیم می‌شود، به ویژه کولیت اولسراتیو و بیماری کرون، که رژیم‌های درمانی متفاوتی دارند و ممکن است در شرایط جدی‌تر نیاز به مداخله جراحی داشته باشند.